# Penisola Novgorodskij
La penisola Novgorodskij (in russo полуостров Новгородский) si trova sulla costa occidentale del golfo di Pietro il Grande, in Russia. Si affaccia sul mar del Giappone e appartiene al Chasanskij rajon, nel Territorio del Litorale (Circondario federale dell'Estremo Oriente). Ha preso il nome dall'adiacente baia Novgorodskaja. Sulla penisola si trova l'insediamento di Pos'et.

## Geografia
La penisola, che è interna al golfo di Possiet, divide la baia Ėkspedicii dalla baia Novgorodskaja. La sua larghezza alla base è di 1,4 km. La lunghezza è di circa 5 km; la sua area è di 6,77 km². L'altezza massima è di 116 m (monte Postovaja). Nella parte centrale la penisola si restringe in un istmo largo 300 m.